# James Duncan Carey
James Duncan Carey (Wallsend, 1927 - 2011) was een Brits componist en dirigent.

## Biografie
Carey studeerde Franse taal en muziek aan het King's College te Newcastle en na zijn diensttijd werd hij muziekleraar, en doceerde onder meer banjo, ukelele en piano.
In 1967 kreeg hij een betrekking aan de Belfast School of Music. Hij dirigeerde orkesten en koren in geheel Noord-Ierland. In 1972 maakte hij een overstap naar het Moray House College of Education te Edinburgh en kort daarna werd hij lid van de Society of Recorder Players (Genootschap van Blokfluitspelers).
Vanaf 1976 werd hij dirigent van de Edinburgh Branch en in 1986 werd hij Musical Director van dit orkest.
In 1983 werd zijn eerste compositie, Mock Baroque genaamd, uitgegeven. Er volgden nog vele werken, waarvan er een dertigtal werden uitgegeven en daarnaast is nog een zevental onuitgegeven werken in de bibliotheek van de Edinburgh Branch aanwezig.
In 2003 moest Carey zijn functie als Musical Director opgeven, wegens zijn achteruitgaand gezichtsvermogen. In 2010 werd hij erevoorzitter van de Edinburgh branch.

## Werken
De muziek van Carey is in het algemeen speels, swingend en vrolijk van karakter.
Tot zijn werken behoren:
- Mock Baroque (een suite van 20e-eeuwse dansen voor blokfluitensemble)
- At the Circus (blokfluitensemble)
- At the Fair (suite voor blokfluit)
- Cocktails (blokfluitensemble)
- Mississippi Pictures (suite voor blokfluit)
- Raise your Hats (suite voor blokfluit)
- Trains (blokfluitkwartet)
- Seven Festival Introits (koor)